# Mc Nutt
Mc Nutt è un census-designated place degli Stati Uniti d'America, situato nella Contea di Washakie nello stato del Wyoming. Nel censimento del 2000 la popolazione era di 278 abitanti.

## Geografia fisica
Secondo i rilevamenti dell'United States Census Bureau, la località di Mc Nutt si estende su una superficie di 64,0 km², dei quali 63,4 km² sono occupati da terre, mentre 0,6 km² sono occupati da acque.

## Popolazione
Secondo il censimento del 2000, a Mc Nutt vivevano 278 persone, ed erano presenti 57 gruppi familiari. La densità di popolazione era di 4,4 ab./km². Nel territorio comunale si trovavano 82 unità edificate. Per quanto riguarda la composizione etnica degli abitanti, l'85,97% era bianco, l'1,08% era afroamericano, l'1,08% era nativo, l'1,44% proveniva dall'Asia, il 5,76% apparteneva ad altre razze e il 4,68% a due o più. La popolazione di ogni razza ispanica corrispondeva all'8,99% degli abitanti.
Per quanto riguarda la suddivisione della popolazione in fasce d'età, il 49,3% era al di sotto dei 18, il 2,2% fra i 18 e i 24, il 16,5% fra i 25 e i 44, il 23,0% fra i 45 e i 64, mentre infine il 9,0% era al di sopra dei 65 anni di età. L'età media della popolazione era di 18 anni. Per ogni 100 donne residenti vivevano 205,5 uomini.